# Diabete insipido nefrogeno
Il diabete insipido nefrogeno è una forma di diabete insipido dovuto a una patologia dei reni. Tale definizione lo distingue dal diabete insipido neurogeno o centrale, che è causato da un deficit di ormone antidiuretico (ADH), noto anche come arginina vasopressina (AVP), prodotto nel sistema nervoso centrale. Il diabete insipido nefrogeno, invece, è caratterizzato da una ridotta risposta renale all'ADH con conseguente riduzione della capacità dei reni di concentrare l'urina rimuovendo acqua libera.

## Etimologia
Il nome della malattia ha una doppia origine:
- Diabete: dal verbo greco diabainein (lett. "passare attraverso"), riferito all'aumentato passaggio o escrezione di urina
- Insipido (letteralmente "senza sapore"), in contrasto al diabete mellito ("dolce come il miele", perché caratterizzato dalla presenza di glucosio nell'urina).

Questa definizione riassume le principali caratteristiche cliniche della malattia, ovvero la poliuria (aumentata produzione di urine) in assenza di glicosuria (presenza patologica di glucosio nell'urina).
A dispetto del nome, il diabete mellito e il diabete insipido sono due malattie diverse, che hanno in comune solo la poliuria. Questa, nel caso del diabete insipido, dipende da disturbi legati all'ormone antidiuretico, in particolare da alterata produzione dell'ormone (diabete insipido centrale) o da alterata risposta renale all'ormone stesso (diabete insipido nefrogeno), mentre il diabete mellito può determinare poliuria per effetto osmotico, dovuto all'aumentato passaggio di glucosio nell'urina che provoca a sua volta una maggiore escrezione di acqua.

## Segni e sintomi
Le manifestazioni cliniche sono simili a quelle del diabete insipido centrale. Le persone affette riferiscono un eccessivo aumento della sete (polidipsia) ed eliminazione di grandi quantità di urine diluite. La disidratazione è piuttosto comune, mentre l'eccessiva distensione della vescica può talvolta provocare incontinenza urinaria Gli esami di laboratorio mostrano un aumento dell'osmolarità plasmatica e riduzione dell'osmolarità urinaria. Poiché la funzione della neuroipofisi (la ghiandola che normalmente produce l'ADH) è normale, i livelli dell'ormone risultano normali o lievemente aumentati.

## Cause

### Forme acquisite
Le forme acquisite (non presenti alla nascita) di diabete insipido nefrogeno sono le più comuni e possono avere diverse cause. Le più frequenti sono le malattie sistemiche come l'amiloidosi, la malattia policistica renale e altre che interessano primitivamente i reni.

Oltre a queste, anche alcuni farmaci possono provocare come effetto collaterale un diabete insipido. Tra questi è particolarmente noto l'effetto del carbonato di litio, sebbene anche altri farmaci possano, con minore frequenza, determinare un diabete insipido.

### Forme ereditarie
Esiste anche una forma ereditaria di diabete insipido nefrogeno:
| Tipo | OMIM        | Gene  | Locus |
| ---- | ----------- | ----- | --- |
| NDI1 | OMIM 304800 | AVPR2 | Di solito la forma ereditaria di diabete insipido nefrogeno è il risultato di un difetto genetico trasmesso con modalità legata al cromosoma X che provoca un malfunzionamento del recettore della vasopressina (chiamato anche recettore V2) the V2 receptor) a livello renale.                                                                                         |
| NDI2 | OMIM 125800 | AQP2  | In casi più rari la malattia è provocata da una mutazione del gene per l'acquaporina 2 che altera la funzione dei relativi canali (acquaporine), compromettendo la capacità dei reni di riassorbire l'acqua. Questa mutazione è spesso ereditata con modalità autosomica recessiva, sebbene siano riportati casi di malattia trasmessa con modalità autosomica dominante |